# Ireneusz (Bekisz)
Ireneusz, imię świeckie Iwan Dmitrijewicz Bekisz, w zapisie angielskim John Bekish (ur. 2 października 1892 w Międzyrzecu Podlaskim, zm. 18 marca 1981 w Nowym Jorku) – pierwszy zwierzchnik Kościoła Prawosławnego w Ameryce.

## Życiorys
W 1914 ukończył prawosławne seminarium duchowne w Chełmie. 1 sierpnia 1916 przyjął święcenia kapłańskie jako kapłan żonaty. Został skierowany do pracy w prawosławnym ordynariacie polowym armii rosyjskiej oraz w soborze Podwyższenia Krzyża Pańskiego w Lublinie. Między rokiem 1919 i 1926 był kolejno proboszczem parafii w Huszczy, Liszniówce, Bielskim i Policy. Od 1928 do 1934 pełnił funkcję dziekana II dekanatu powiatu sarneńskiego, następnie dekanat kamieńsko-kaszyrskiego. Za swoją pracę duszpasterską otrzymał kolejno prawo noszenia kamiławki (1928), złoty krzyż (1929) i godność protojereja (1934).  Od 1935 zasiadał w konsystorzu Polskiego Autokefalicznego Kościoła Prawosławnego.  Od roku następnego był dziekanem III dekanatu w powiecie pińskim. W 1938 mianowany proboszczem parafii w Łunińcu i dziekanem dekanatu łuninieckiego.
W 1947 wyjechał do Belgii, gdzie służył w parafii Trójcy Świętej w Montignies-sur-Sambre. W 1952 wyjechał do USA, gdzie został proboszczem parafii Trójcy Świętej w McAdoo. W roku następnym zmarła jego żona Ksenia.  15 maja 1953 Synod Metropolii Amerykańskiej udzielił mu nominacji na biskupa Tokio i całej Japonii. Przed uroczystą chirotonią ks. Bekisz musiał jednak złożyć śluby zakonne, co uczynił 28 maja tego samego roku, przyjmując imię Ireneusz. W tym samym dniu otrzymał godność archimandryty. Jego chirotonii biskupiej dokonał metropolita Leoncjusz (Turkiewicz) w soborze Opieki Matki Bożej w Nowym Jorku. W 1957 został podniesiony do godności arcybiskupiej.
W 1960 przeniesiony do diecezji Nowej Anglii z tytułem arcybiskupa Bostonu i Nowej Anglii. Pięć lat później, po śmierci metropolity Leoncjusza, pełnił obowiązki locum tenens Metropolii. 23 września tego samego roku XII Wszechamerykański Sobór wybrał go na nowego metropolitę całej Ameryki i Kanady. Tytuł ten został w 1970 potwierdzony przez Rosyjski Kościół Prawosławny w momencie nadania Metropolii statusu Kościoła autokefalicznego.
Ze względu na pogarszający się stan zdrowia, w 1974 poprosił Synod Kościoła Prawosławnego w Ameryce o wyznaczenie tymczasowego administratora Kościoła, który zarządzałby nim, będąc jednak w stałym kontakcie z metropolitą. Został nim arcybiskup Sylwester (Haruns), który do 7 marca 1977 konsultował wszystkie decyzje z metropolitą Ireneuszem. W 1977 hierarchia zapowiedział swoje ustąpienie z urzędu. Zamieszkał w domu pod wezwaniem Świętych Kosmy i Damiana na nowojorskim Staten Island. Tam też cztery lata później zmarł.